# Adek (fietsenfabriek)
Adek was een Arnhemse fietsenfabriek die in 1913 werd opgericht, in de wijk Spijkerkwartier, door de partners Van Aken, Dop en Kuiper. In het beeldmerk van het bedrijf werden echter de woorden Adek Draisine Exempel Kaliber gebruikt.
Adek floreerde ondanks de Eerste Wereldoorlog, en was de eerste rijwielfabriek die de 48-urige werkweek invoerde, in 1918.
Rond 1920 waren er fusieplannen met de Handels- en Industrie-Mij v/h M. Adler uit Amsterdam die echter geen doorgang vonden. Toen in 1926 Gruno-directeur Feunekes overleed kwam het toch tot een fusie, en werd de productie van Adek naar Winschoten overgebracht. Adek directeur Jan Dop kreeg de leiding over de gefuseerde bedrijven.
In de jaren 1951-1954 werden er bromfietsen onder de naam Amstel geproduceerd of geïmporteerd door de N.V. Gruno & Adek Rijwielfabrieken in Nijmegen. Deze hadden een VAP-blokje en waren ook te koop onder de namen Adek en Gruno. Ze werden ook door de HMF (Hollandsche Motoren Fabriek) verkocht. 
Hier ligt waarschijnlijk een link tussen de N.V. Gruno en Stokvis: de fietsen van Stokvis werden gebouwd door de firma Gruno in Winschoten, die later verhuisd zou zijn naar Uden (zie ook RAP). De HMF verkocht de Amstel-VAP bromfietsjes maar kort, maar in 1953 adverteerde men met een bromfietstandem, die eveneens werd aangedreven door een VAP-blokje. Ook dit model was geen lang leven beschoren.